# Georges Wildenstein
Pour les articles homonymes, voir Wildenstein (homonymie).
Georges Wildenstein (Paris, 16 mars 1892 - Paris, 11 juin 1963) est un galeriste-marchand d'art, collectionneur, éditeur et historien d'art français. Il est le père de Daniel Wildenstein et le grand-père de Alec Wildenstein et Guy Wildenstein.

## Biographie
Il commence par travailler dans la galerie fondée par son père, Nathan Wildenstein. Il s'intéresse aux peintres modernes, dont Picasso, Claude Monet et Pierre Bonnard ; son père, que ces toiles n'intéressent pas, lui achète un local au 21 rue La Boétie, à côté du 57, où se trouve le domicile familial. Il s'associe avec Paul Rosenberg. Il ouvre également avec son père une filiale à Londres, au 147 New Bond Street, en 1925. Il rachète et dirige la Gazette des beaux-arts, revue fondée par Charles Blanc, puis fonde la revue Arts. Spécialiste de la peinture française, il publie plusieurs ouvrages sur l'art français et établit notamment les catalogues raisonnés des œuvres de Gauguin et de Chardin. Peu avant la crise de 1929, il fait partie de ces quelques galeristes (dont Colnaghi) que le gouvernement soviétique charge d'écouler sur le marché les toiles du musée de l'Ermitage. Mais au début des années 1930, le marché de l'art s'effondre ; en 1937, la galerie retrouve son équilibre.
Après juin 1940, la famille est déchue de sa nationalité française par le régime de Vichy, et émigre début 1941 aux États-Unis, où fonctionne la Wildenstein Gallery à New York, et la galerie parisienne, elle, est aryanisée. Leurs biens en France sont saisis par l'Einsatzstab Reichsleiter Rosenberg dont plusieurs centaines de tableaux. En 1944, Georges Wildenstein acquiert quatre des dix termes en terre cuite sculptés en ronde-bosse (Italie, XVIe siècle ?) ayant orné les niches de la façade de la galerie renaissance du château d'Oiron, qui en avaient été retirés vers 1870 et avaient ensuite fait partie de la collection américaine de J. P. Morgan, Jr.
Début 1963, Georges est élu à l'Académie des beaux-arts au fauteuil de Paul Léon.
Le 11 juin 1963, Georges Wildenstein meurt à Paris. Son fils Daniel lui succède à la tête de la galerie et à la direction de la Gazette des beaux-arts.

## Soupçon de collaboration avec les nazis
En 1946, le nom de Georges Wildenstein figure en tant que « marchand suspect » sur la liste publiée par les services américains affectés à la récupérations des biens pillés en Europe. Mais, s'il est bien prouvé que Wildenstein était, dans les années 1930, lié par contrat commercial au marchand allemand Karl Haberstock (en), qui s'avéra devenir ensuite un conseiller artistique du pouvoir nazi, les Alliés le soupçonnaient, eux, d'être resté en contact pendant la guerre avec son bras droit Roger Dequoy, un collaborateur notoire, qui avait repris les activités de la galerie parisienne aryanisée des Wildenstein pendant toute la durée de l'Occupation, sous la protection de ce même Haberstock. L'affaire rebondit en 1995 quand Hector Feliciano publie Le Musée disparu, où il soupçonne que Georges Wildenstein aurait poursuivi des liens commerciaux avec les nazis « durant » la guerre. Celui-ci est attaqué par la famille Wildenstein, mais les juges en 1999 donnent raison à l'historien sur la nature de son travail, tout en se gardant bien de statuer sur le comportement de Georges Wildenstein durant la guerre,,.